# André Fuhr
André Fuhr (* 11. April 1971 in Hille) ist ein deutscher Handballtrainer, der früher die Frauen-Bundesligisten HSG Blomberg-Lippe, TuS Metzingen und Borussia Dortmund trainierte. Darüber hinaus trainierte er die Deutsche Frauen-Handballnationalmannschaft (Juniorinnen). Seit 2025 ist Fuhr als Trainer beim VfL Handball Mennighüffen tätig.

## Trainerkarriere
Fuhr trainierte bis zum Jahr 2002 den Regionalligisten HSG Stemmer/Friedewalde. Anschließend übernahm er den Zweitligisten HSG Blomberg-Lippe. Mit Blomberg-Lippe stieg er 2006 in die Bundesliga auf. Bis zu seinem Amtsabtritt im Jahr 2018 stand die Damenmannschaft in den Spielzeiten 2009/10 sowie 2013/14 im Finale des DHB-Pokals und nahm in den Spielzeiten 2008/09, 2010/11 sowie 2014/15 am Europapokal teil. Zusätzlich trainierte Fuhr bei der HSG Blomberg-Lippe die weibliche A-Jugend, die 2008 die deutsche Meisterschaft gewann. Weiterhin wurde die A-Jugend unter seiner Leitung siebenmal deutscher Vizemeister und zweimal Dritter bei der deutschen Meisterschaft.
Fuhr übernahm im Sommer 2018 das Traineramt des Bundesligisten TuS Metzingen. Nachdem Metzingen in der Saison 2018/19 den dritten Platz in der Bundesliga sowie im DHB-Pokal belegt hatte, wurde sein Vertrag in beiderseitigem Einvernehmen aufgelöst. Daraufhin trat er das Traineramt beim Bundesligisten Borussia Dortmund (BVB) an. Unter seiner Leitung gewann die Damenmannschaft 2021 die deutsche Meisterschaft. Zusätzlich übernahm Fuhr im September 2019 das Traineramt der deutschen Juniorinnennationalmannschaft (U 20).
Am 19. September 2022 wurde er nach öffentlich gemachten Vorwürfen seitens einiger Spielerinnen von Borussia Dortmund freigestellt. Kurz darauf beendete Fuhr auch seine Tätigkeit beim DHB. Am 15. Oktober 2022 wurde der Vertrag zwischen dem BVB und Fuhr einvernehmlich aufgelöst. In einem Interview mit der Sport Bild bezeichnete er den Auflösungsvertrag als seinen größten Fehler.
Fuhr übernahm im Sommer 2023 die Männer des Handball-Verbandsligisten MTG Horst Essen; im September 2023 trennte sich der Verein von ihm. Zur Saison 2025/26 übernahm er den Oberligisten VfL Handball Mennighüffen.

### Vorwürfe gegen Fuhr
Fuhr wurde im September 2022 von Spielerinnen „der systematische Aufbau von Abhängigkeitsverhältnissen, Ausnutzen einer Machtstellung sowie psychische Gewalt“ vorgeworfen; er habe Spielerinnen „systematisch drangsaliert, unterdrückt und gefügig gemacht“. Fuhrs Anwältin bezeichnete die Vorwürfe als „in wesentlichen Punkten unzutreffend“. Die BVB-Spielerinnen und Nationalspielerinnen Mia Zschocke und Amelie Berger hatten beim BVB fristlose Kündigungen eingereicht, beide hatten sich an die unabhängige Anlaufstelle bei Gewalt und Missbrauch im Spitzensport Anlauf gegen Gewalt gewendet. Im Juni 2025 erklärte der DHB, dass kein strafrechtlich relevantes Verhalten Fuhrs vorgelegen habe. Fuhr bedauerte, durch sein Verhalten die Gefühle von betroffenen Spielerinnen verletzt zu haben.